# Navió e Vitorino dos Piães
Navió e Vitorino dos Piães é uma freguesia portuguesa do município de Ponte de Lima, com 13,6 km² de área e 1544 habitantes (censo de 2021). A sua densidade populacional é 113,5 hab./km².

## História
Foi criada aquando da reorganização administrativa de 2012/2013, resultando da agregação das antigas freguesias de Navió e Vitorino dos Piães:

## Demografia
A população registada nos censos foi:
| Distribuição da População por Grupos Etários | Distribuição da População por Grupos Etários | Distribuição da População por Grupos Etários | Distribuição da População por Grupos Etários | Distribuição da População por Grupos Etários | Distribuição da População por Grupos Etários |
| -------------------------------------------- | -------------------------------------------- | -------------------------------------------- | -------------------------------------------- | -------------------------------------------- | -------------------------------------------- |
| Antes da agregação                           |                                              |                                              |                                              |                                              |                                              |
| Ano                                          | 0-14 anos                                    | 15-24 anos                                   | 25-64 anos                                   | >= 65 anos                                   | Total                                        |
| 2001                                         | 412                                          | 316                                          | 867                                          | 266                                          | 1861                                         |
| 2011                                         | 306                                          | 266                                          | 887                                          | 309                                          | 1768                                         |
| Após a agregação                             |                                              |                                              |                                              |                                              |                                              |
| Ano                                          | 0-14 anos                                    | 15-24 anos                                   | 25-64 anos                                   | >= 65 anos                                   | Total                                        |
| 2021                                         | 160                                          | 208                                          | 855                                          | 321                                          | 1544                                         |